# Johnny Kniga
Johnny Kniga es un WSOY (Sociedad de acciones Werner Söderström), perteneciente a una unidad de costo independiente, que publica a nivel nacional artículos como literatura,  no ficción música, películas, entretenimiento, teatro, religión y dibujos animados. La unidad se trasladó a la compañía Like con director de Marketing Jyrki Nieminen, quien sin embargo, renunció a la empresa a principios de noviembre de 2009. Actualmente la compañía está dirigida por Jaakko Pietiläinen.
Una de las más famosas publicaciones que ha publicado esta editorial es el libro de la banda de hard rock finlandesa que ganó el festival de la Canción de Eurovisión de 2006 Lordi titulado Mie Oon Lordi.